# 大桥头乡
大桥头乡，是中华人民共和国浙江省衢州市常山县下辖的一个乡镇级行政单位。

## 行政区划
大桥头乡下辖以下地区：
大桥村、石村、桥坑村、蒙淤村、客弄村、永旺村、大楼底村、上新屋村、詹家村、花厅村、莲塘村、古塘村、水牛坞村和新村。